# 结肠造口术
结肠造口术是為解決肠梗阻而進行的粪便改道的手術。醫生切除病人部分结肠后，将剩余结肠连接至体外，由腹壁造口将废物排出体外。

## 更多阅读
- 哈特曼手术